# Macerata Feltria
Pour les articles homonymes, voir Macerata (homonymie).
Macerata Feltria est une commune italienne de la province de Pesaro et Urbino dans la région Marches en Italie.
Elle fait partie du territoire historique du Montefeltro.

## Administration
| Période                                  | Période | Identité | Étiquette | Qualité |
| ---------------------------------------- | ------- | -------- | --------- | ------- |
|                                          |         |          |           |         |
| Les données manquantes sont à compléter. |         |          |           |         |

## Personnalités liées à la Commune
Nicolo Berrettoni, (1637-1682) peintre baroque du XVIIe siècle

### Hameaux
Apsa, Ca' Antonio, Castellina, Certalto, Grassano, Mondagano, Santa Lucia, Santa Maria Valcava, San Teodoro, San Vicino

### Communes limitrophes
Lunano, Monte Cerignone, Montecopiolo, Monte Grimano, Piandimeleto, Pietrarubbia, Sassocorvaro